# Exaltación de la Cruz (município)
Exaltación de la Cruz (partido) é um partido (município) da província de Buenos Aires, na Argentina. Possuía, de acordo com estimativa de 2019, 35.922 habitantes.